# Andrzej Mytkowicz
Andrzej Mytkowicz (ur. 26 listopada 1873 we wsi Czeluśnica, zm. 1 lutego 1954 w Krakowie) – polski duchowny rzymskokatolicki, profesor Uniwersytetu Lwowskiego, socjolog, etyk społeczny, popularyzator.
Szkołę ludową i gimnazjum ukończył w Jaśle zdając maturę w 1894. Studiował przez rok prawo, a następnie w latach 1895-1899 teologię na Uniwersytecie Jagiellońskim, otrzymując święcenia kapłańskie w 1899. W kwietniu 1912 otrzymał urlop naukowy, w czasie którego studiował na Wydziale Ekonomicznym Uniwersytetu w Monachium uzyskując doktorat z ekonomii. Od 1925 był kierownikiem Katedry Socjologii Chrześcijańskiej na Wydziale Teologicznym Uniwersytetu Jana Kazimierza we Lwowie. Był działaczem chadecji. W lipcu 1930 roku został profesorem zwyczajnym. Wskutek skasowania katedry przeniesiony 30 września 1933 roku w stan nieczynny. Powrócił do Krakowa i osiadł przy parafii Świętego Krzyża, najpierw jako wikary, niebawem jako administrator. W 1936 roku mianowany proboszczem tej parafii. 1 października 1934 roku objął wykłady zlecone chrześcijańskich nauk społecznych na Wydziale Teologicznym Uniwersytetu Jagiellońskiego. Aresztowany przez gestapo 8 kwietnia 1940 roku  na podstawie donosu kościelnego. Więziony przez pięć miesięcy bez przesłuchań ostatecznie w toku postępowania uwolniony i zwolniony z więzienia. W latach 1945 – 1947 kontynuował wykłady na Wydziale Teologicznym Uniwersytetu Jagiellońskiego, pochowany na starym cmentarzu w Jaśle.